# Шапорево (Восточно-Казахстанская область)
Шапорево (каз. Шапорево) — упразднённое село в Шемонаихинском районе Восточно-Казахстанской области Казахстана. Входило в состав Каменевского сельского округа. Упразднено в 2000-е годы.

## Население
По переписи 1989 г. в селе проживало 17 человек, русские. В 1999 году население села составляло 24 человека (13 мужчин и 11 женщин).